# Falling or Flying
Falling or Flying è il secondo album in studio della cantante britannica Jorja Smith, pubblicato il 29 settembre 2023.

## Tracce
1. Try Me – 3:33
2. She Feels – 3:12
3. Little Things – 3:24
4. Flights Skit – 0:17
5. Feelings (featuring J Hus) – 3:57
6. Falling or Flying – 3:24
7. Go Go Go – 2:25
8. Try and Fit In – 1:56
9. Greatest Gift (featuring Lila Iké) – 3:12
10. Broken Is the Man – 2:12
11. Make Sense – 2:21
12. Too Many Times – 2:38
13. Lately – 2:07
14. BT69 JJY – 0:25
15. Backwards – 3:44
16. What If My Heart Beats Faster? – 4:52

## Classifiche
| Classifica (2023) | Posizione raggiunta |
| ----------------- | ------------------- |
| Regno Unito       | 3                   |